# Dhabiha
Dhabiha är slakt enligt islamisk lag. 
Enligt sharialagen skall djurslakt följa en föreskriven metod för att köttet blir halal.
Inom Islam kallas muslimsk slakt dhabh eller dhabiha och på svenska halalslakt eller skäktning.. Slakten utförs genom att slaktaren gör ett horisontellt snitt genom större delen av djurets hals så att alla de fyra stora blodkärlen i halsen skärs av samtidigt. Blodtrycket i hjärnan skjunker då till noll inom ett par sekunder. Den syrebrist som då uppstår i hjärnan (hjärnanemi) gör att djuret helt tappar förmågan att förnimma. 
Två karotida artärer som tillför syresatt blod till hjärnan och två vener (jugularis) som transporterar blod ifrån hjärnan tillbaka till hjärtat genomskärs tillsammans med vagusnerven.
I Koranen nämns slakt av djur, men inte av havsdjur, eftersom fiske från havet redan är halal. (Enligt vissa hadither [källa behövs] är dock inte alla havsdjur halal.)

## Genomförande av dhabiha
En kort översikt om hur halalslakt går till.
Enligt lagarna om halalslakt (se Sharia), måste nedanstående krav uppfyllas...

### Innan djuret slaktas så måste
- Muslimerna inte ta djurens liv på eget bevåg utan med Guds auktoritet, man säger Bismillah.
- Djuret vara friskt och utan skador.
- Djuret behandlas med medlidande och vänlighet.
- Djuret få mat och vatten och lugnas innan det avlivas.
- Slakten ska utföras av en kunnig troende som kan genomföra den på rätt sätt.
- Man använda en vass kniv. Kniven måste undersökas och brynas före och efter varje djur som slaktats.

### Under slakten
- Matstrupen, luftstrupen och de stora blodkärlen till och från huvudet, arteria carotis respektive vena jugularis, skärs av utan att ryggmärgen skadas.[7]
- Blodet måste helt avtappas.
- Ett djur får inte se ett annat djur dö.

Djur ska slaktas under förhållanden som säkrar att djuret hanteras så skonsamt och omsorgsfullt som möjligt.
Man ska helst inte använda bedövning, enligt lärda 
innan man utför slakten, då djurets blod inte tappas ordentligt. Detta bekräftades av en representant för den turkiska regeringen inför en utskott i Europarådet angående djurskydd vid slakt. (ref senare)